# وضوح تصویر

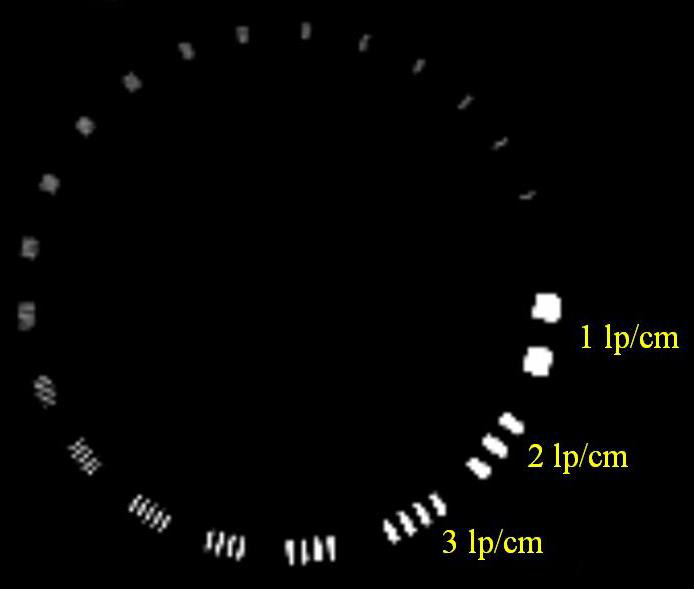
یک resolution toolbar که در کنترل کیفیت تجهیزات تصویربرداری پزشکی کاربرد دارد.

وضوح تصویر یا قدرت تفکیک‌پذیری تصویر (به انگلیسی: Image resolution) در علوم تصویری به توانایی یک سامانه برای متمایزسازی جزئیات یک تصویر در یک سیگنال تصویری گفته می‌شود. یا تراکم کمی پیکسل را در تصویر نشان میدهد.
عموما با یکای تعداد پیکسل بر اینچ(pixel/inch) یا بر سانتیمتر(pixel/centimeter) بیان میشود.
اغلب این نوع رزولوشن به بزرگی یا کوچکی پیکسل‌های تصویر بستگی دارد و می‌توان مقدار تفکیک‌پذیری تصویر را با یکای جفت خط بر واحد طول سنجید.
این کمیت از جمله در تصویربرداری پزشکی و علوم تصویری دیگر کاربرد فراوانی دارد.
وضوح تصویر، جزئیاتی است که تصویر در آن نگهداری می‌شود. این اصطلاح برای تصاویر دیجیتال شطرنجی، تصاویر فیلم و انواع دیگر تصاویر کاربرد دارد. وضوح بالاتر به معنای جزئیات بیشتر تصویر است.
رزولوشن دوربین مداربسته به تعداد نقاط یا پیکسل‌هایی اشاره دارد که در هر اینچ از تصویر واقعی قرار دارند. به بیان دیگر، این عدد نشان دهنده وضوح و دقت تصاویری است که توسط دوربین مداربسته ضبط می‌شود. هر چه رزولوشن بالا باشد به این معناست تعداد بیشتری نقاط در یک فضای مشخص وجود دارد و این امر به وضوح و کیفیت تصویر افزوده می‌شود. این امر به خصو برای دوربین پلاکخوان خیلی مهم است.